# 9e étape du Tour d'Espagne 2009

La neuvième étape du Tour d'Espagne 2009 s'est déroulée le 7 septembre 2009 entre Alcoy à Xorret de Catí sur 188 kilomètres. Cette étape de montagne est remportée par l'Espagnol Gustavo César Veloso. Alejandro Valverde, troisième de l'étape, prend la tête du classement général.

## Parcours
L'étape possède une disposition similaire à celle de la veille. Elle offre de nombreuses ascensions et une arrivée en altitude. Cependant, cette fois, la montée n'est pas aussi longue et raide comme l'Alto di Aitana. En effet, la montée finale est une courte montée explosive qui possède des passages à 23 %.

## Récit
Issu de l'échappée matinale, Gustavo César (Xacobeo-Galicia) a résisté jusqu'au bout au retour des favoris. Un autre baroudeur du jour, Marco Marzano (Lampre-NGC) a fini deuxième à 21 secondes. Ces deux coureurs avait repris Taamarae à 3,5 kilomètres du sommet. Alejandro Valverde s'est montré le plus rapide du groupe des favoris à 40 secondes pour prendre des bonifications et s'emparait ainsi du maillot de leader. Derrière, l'ultime montée a fait souffrir des grimpeurs comme Tom Danielson, Damiano Cunego et Ezequiel Mosquera qui ont cédé 32 secondes aux favoris de cette Vuelta.

## Classement de l'étape
|    | Coureur              | Pays       | Équipe            | Temps           |
| -- | -------------------- | ---------- | ----------------- | --------------- |
| 1  | Gustavo César Veloso | Espagne    | Xacobeo Galicia   | 5 h 21 min 04 s |
| 2  | Marco Marzano        | Italie     | Lampre-NGC        | + 21 s          |
| 3  | Alejandro Valverde   | Espagne    | Caisse d'Épargne  | + 40 s          |
| 4  | David de la Fuente   | Espagne    | Fuji-Servetto     | + 41 s          |
| 5  | Robert Gesink        | Pays-Bas   | Rabobank          | m.t.            |
| 6  | Cadel Evans          | Australie  | Silence-Lotto     | m.t.            |
| 7  | Ivan Basso           | Italie     | Liquigas          | m.t.            |
| 8  | Javier Ramírez Abeja | Espagne    | Andalucía-Cajasur | + 53 s          |
| 9  | Joaquim Rodríguez    | Espagne    | Caisse d'Épargne  | + 1 min 12 s    |
| 10 | Thomas Danielson     | États-Unis | Garmin-Slipstream | m.t.            |

## Classement général
|     | Coureur            | Pays       | Équipe            | Temps            |
| --- | ------------------ | ---------- | ----------------- | ---------------- |
| 1   | Alejandro Valverde | Espagne    | Caisse d'Épargne  | 36 h 26 min 40 s |
| 2   | Cadel Evans        | Australie  | Silence-Lotto     | + 7 s            |
| 3   | Robert Gesink      | Pays-Bas   | Rabobank          | + 36 s           |
| 4   | Thomas Danielson   | États-Unis | Garmin-Slipstream | + 51 s           |
| 5   | Ivan Basso         | Italie     | Liquigas          | + 53 s           |
| 6   | Samuel Sánchez     | Espagne    | Euskaltel-Euskadi | + 1 min 03 s     |
| 7   | Damiano Cunego     | Italie     | Lampre-NGC        | + 2 min 04 s     |
| 8   | Ezequiel Mosquera  | Espagne    | Xacobeo Galicia   | + 2 min 24 s     |
| 9   | Haimar Zubeldia    | Espagne    | Astana            | + 3 min 01 s     |
| Dsq | Juan José Cobo     | Espagne    | Fuji-Servetto     | + 3 min 08 s     |

## Classements annexes
| Classement par points | Classement par points | Classement par points | Classement par points | Classement par points |
| Rang                  | Cycliste              | Pays                  | Équipe                | Pts                   |
| --------------------- | --------------------- | --------------------- | --------------------- | --------------------- |
|                       | André Greipel         | Allemagne             | Team Columbia-HTC     | 85                    |
| 2                     | Tom Boonen            | Belgique              | Quick Step            | 75                    |
| 3                     | Tyler Farrar          | États-Unis            | Garmin-Transitions    | 67                    |

| Grand Prix de la montagne | Grand Prix de la montagne | Grand Prix de la montagne | Grand Prix de la montagne | Grand Prix de la montagne |
| Rang                      | Cycliste                  | Pays                      | Équipe                    | Pts                       |
| ------------------------- | ------------------------- | ------------------------- | ------------------------- | ------------------------- |
|                           | David Moncoutié           | France                    | Cofidis                   | 60                        |
| 2                         | David de la Fuente        | Espagne                   | Fuji-Servetto             | 59                        |
| 3                         | Pieter Weening            | Pays-Bas                  | Rabobank                  | 48                        |

| Combiné | Combiné            | Combiné   | Combiné          | Combiné |
| Rang    | Cycliste           | Pays      | Équipe           | Pts     |
| ------- | ------------------ | --------- | ---------------- | ------- |
|         | Cadel Evans        | Australie | Silence-Lotto    | 18      |
| 2       | Alejandro Valverde | Espagne   | Caisse d'Épargne | 21      |
| 3       | Damiano Cunego     | Italie    | Lampre           | 25      |

| Classement par équipes | Classement par équipes | Classement par équipes | Classement par équipes | Classement par équipes |
| Rang                   | Pays                   | Équipe                 | Temps                  |                        |
| ---------------------- | ---------------------- | ---------------------- | ---------------------- | ---------------------- |
|                        | Caisse d'Épargne       | Espagne                | en 109 h 24 min 41 s   |                        |
| 2                      | Astana                 | Kazakhstan             | + 5 min 03 s           |                        |
| 3                      | Silence-Lotto          | Belgique               | + 7 min 06 s           |                        |

## Abandons
- Laurent Lefèvre (BBox Bouygues Telecom)
- Mikel Gaztañaga (Contentpolis-Ampo)
- Carlos Barredo (Quick Step)
- Allan Davis (Quick Step)